# 上八万町
上八万町（かみはちまんちょう）は、徳島県徳島市の町名であり上八万地区に属している。2009年12月現在の徳島市公式ホームページによる人口は7,099人、世帯数は2,742世帯。郵便番号は〒770-8040。

## 地理
徳島県徳島市中心部にあるJR徳島駅より眉山南方の国道438号より徳島県道208号、または眉山北方の国道192号より徳島県道21号を経由して約10km（車で約25分）に位置する住宅街である。1955年（昭和30年）より現在の町名となった。
なお徳島市上八万町西山地区には東急不動産（東京都渋谷区）により西山の丘陵を利用して宅地開発された、閑静な高級住宅街である東急しらさぎ台が存在する。東急しらさぎ台の丘麓東側には園瀬川が流れており、自然豊かな周辺環境を形成している。

### 山岳
- 眉山
- 負出山

### 河川
- 鮎喰川
- 園瀬川
- 星河内谷川

### 小字
| - 西山 - 田中 - 花房 - 星河内 - 中山 - 樋口 - 東山 | - 広田 - 上中筋 - 下中筋 - 川北 - 川西 - 西地 - 南山 |  |

## 歴史
地名の由来は「名東郡史続編」によると「大字上八万は元来名東郡八万郷の一部で、後同じく以西郡に属したが、元亀年間八万郷を分って上下二村に改めた。当大字は即ちその上村であった。」とみえる。地内星河内周辺に古墳群がみられ、前期古墳の巽山古墳、後期古墳の樋口古墳が現存している。

## 交通

### 道路
一般国道
- 国道438号（国道439号と重複）

県道
- 徳島県道21号神山鮎喰線
- 徳島県道207号鬼籠野国府線
- 徳島県道208号一宮下中筋線

### バス
JR徳島駅より徳島バス一宮線を利用。

## 施設

### 公共施設
- 徳島市立上八万小学校
- 徳島市上八万幼稚園

### 公園
- しらさぎ台自然公園

### 社寺・史跡
- 宅宮神社 - 徳島市指定重要文化財
- 四門寺
- あづり越